# Tantilla striata
Tantilla striata – gatunek meksykańskiego węża z rodziny połozowatych (Colubridae).

## Systematyka
Węże te zalicza się do rodziny połozowatych, do której zaliczano je od dawna. Starsze źródła również umieszczają Tantilla w tej samej rodzinie Colubridae. Używają jednak dawniejszej polskojęzycznej nazwy wężowate czy też węże właściwe, poza tym Colubridae zaliczają do infrapodrzędu Caenophidia, czyli węży wyższych. W obrębie rodziny rodzaj Tantilla należy do podrodziny Colubrinae.

## Rozmieszczenie geograficzne
Tantilla striata występuje w południowym Meksyku. Jego obecność odnotowano na południowym wschodzie stanu Oaxaca. Tereny, na których żyje, leżą na wysokości pomiędzy 700 i 1200 m n.p.m.

## Zagrożenia i ochrona
Jest to rzadki wąż, znany nauce jedynie z kilku okazów. Mało wiadomo na temat zagrożeń dla tego gatunku, aczkolwiek można wśród nich wymienić wylesianie. 
Prawo Meksyku chroni tego gada, włączając go do kategorii Pr, czyli Special Protection.